# Ann Hawkshaw
Ann Hawkshaw (14 de octubre de 1812-29 de abril de 1885) fue una poetisa inglesa. Publicó cuatro volúmenes de poesía entre 1842 y 1871.

## Primeros años
Ann Hawkshaw (de soltera Jackson) nació en 1812, tercera hija del reverendo James Jackson, ministro protestante disidente de la Capilla Independiente de Green Hammerton en West Riding de Yorkshire, y de su esposa Mary (de soltera Clarke). El matrimonio tuvo catorce hijos en total, de los que solo siete sobrevivieron hasta la edad adulta. La familia Clarke había trabajado la tierra en Green Hammerton (Yorkshire del Norte) durante más de trescientos años y Ann vivió allí hasta que cumplió catorce años cuando se fue a vivir a la escuela moraviana de Little Gomersal, a unas cuarenta millas de la casa familiar.

## Familia y conexiones
Durante la década de 1820, Ann conoció al ingeniero civil John Hawkshaw. Se casaron el 20 de marzo de 1835 en Whixley y poco después se mudaron a Salford. Mientras estaban en Mánchester, los Hawkshaw frecuentaron la comunidad unitaria de la ciudad, incluidos John Relly Beard, William y Elizabeth Gaskell y sus amigos cercanos, los Dukinfield Darbishires y Catherine Winkworth. La elección de John para formar parte de la Sociedad Filosófica y Literaria de Mánchester en 1839 puso a los Hawkshaw en contacto con muchos de los pensadores prominentes de Mánchester, incluidos Richard Cobden y John Dalton.
Ann y John tuvieron seis hijos: Mary Jane Jackson (1838), Ada (1840), John Clarke (1841), Henry Paul (1843), Editha (1845) y Oliver (1846). Ada murió de hidrocefalia en 1845. Oliver murió en 1856 tras contraer fiebre tifoidea mientras la familia estaba de vacaciones en Pitlochry, Escocia.
En 1850, John Hawkshaw se estableció como ingeniero consultor en Great George Street, Westminster, y la familia se mudó a Londres. Desde principios de la década de 1850, los Hawkshaw emplearon a una institutriz, Mary Pugh, quien más tarde fue empleada por Charles Darwin en Down House.
El 24 de junio de 1862, la primogénita de Hawkshaw, Mary, se casó con Godfrey Wedgwood y su hermano John Clarke se casó con la hermana de Godfrey, Cecily, en 1865. El primer hijo de Mary y Godfrey, Cecil Wedgwood, nació el 28 de marzo de 1863 y quince días después, Mary murió de fiebres puerperales. Tres de los seis hijos de los Hawkshaw ya habían muerto.
En 1865, los Hawkshaw compraron la finca de Hollycombe, una propiedad con una extensión de 4000 acres (1618,7 ha) situada cerca de Liphook, Hampshire, y pasaron su tiempo entre este lugar y Londres. Entre los visitantes a la finca de los Hawkshaw se puede citar a Charles y Emma Darwin, Joseph Dalton Hooker, Henry James, Anne Thackeray y Alfred Tennyson. Los Hawkshaw construyeron una escuela en las cercanías de Wardley Green en memoria de sus tres hijos muertos y encargaron una vidriera que representa a una madre y tres hijos con el motivo "Fides, Spes et Caritas" (Fe, esperanza y caridad). Desde entonces, la ventana ha sido reemplazada por una losa conmemorativa 'A la memoria de Ada, Oliver y Mary'.

## Carrera de escritora
El primer volumen de poesía de Hawkshaw Dionisio el Areopagita con otros poemas se publicó en Londres y Mánchester en noviembre de 1842. La colección de veintidós poemas incluye una larga composición que narra la historia bíblica de Dionisio Areopagita, un elegido miembro de Areópago en Atenas que se menciona brevemente en el Nuevo Testamento (KJV). El poema de Hawkshaw ofrece una reconstrucción imaginativa del viaje personal de Dionisio hacia el cristianismo y su decisión de elegir la fe cristiana sobre el amor romántico.
La colección fue recibida favorablemente por la comunidad poética de Mánchester, sobre todo por Samuel Bamford, quien menciona el trabajo de Hawkshaw en el prefacio de sus "Poemas" en 1843. En enero de 1844, John Hawkshaw envió una copia del volumen a Thomas Carlyle, quien a su vez envió el libro a su madre para su lectura. Dos de las colecciones de poemas líricos cortos '¿Por qué soy un esclavo?' y 'The Mother to her Starving Child' están incluidos en 'Nineteenth-Century Women Poets: An Oxford Anthology' (1996).
Poems for My Children se publicó en Londres y Mánchester en julio de 1847. Seis de los veintisiete poemas de la colección están dirigidos a los niños Hawkshaw, incluida Ada, que había muerto en 1845. Varios de los poemas de la colección celebran la naturaleza, mientras que otros están firmemente ambientados en el paisaje urbano de Mánchester. La serie de cinco poemas de la colección que vuelve a narrar aspectos de la historia británica anticipa el ambicioso recuento de Hawkshaw con la historia anglosajona que se publicó siete años después.
"Sonetos sobre la historia anglosajona" fue publicado en Londres por John Chapman en noviembre de 1854. La secuencia de cien sonetos vuelve a contar la historia de Gran Bretaña hasta la conquista normanda de Inglaterra, con cada soneto enfrentado en la página con un breve extracto en prosa. Los extractos incluyen citas del trabajo de destacados historiadores anglosajones contemporáneos, como Sharon Turner ("La historia de los anglosajones desde el período más antiguo hasta la conquista normanda" (1799–1805)), Francis Palgrave (Historia de los Anglo-Sajones (1831)) y J.M. Kemble (Los Sajones en Inglaterra (1849)), y de traducciones de la crónica anglosajona y de la Historia eclesiástica de Beda. En su respuesta al soneto, Hawkshaw interactúa con los historiadores y presenta perspectivas alternativas sobre aspectos de la historia anglosajona, desafiando las tradiciones de la historiografía al señalar sus limitaciones y llenar los vacíos.
Su obra final, Cecil's Own Book, se publicó para circulación privada en 1871. La colección de tres cuentos y diez poemas fue escrita para entretener a su joven nieto Cecil Wedgwood, el hijo superviviente de la hija de Ann, Mary, que había muerto poco después del parto en 1863. La colección está dedicada a su memoria. De particular interés es el poema final de la colección, 'In Memoriam', una conmovedora elegía sobre la muerte en la infancia que narra la pérdida de los tres hijos de los Hawkshaw.
Varias antologías de poesía infantil del siglo XX conectan a Hawkshaw con el seudónimo de 'Aunt Effie', autora de 'Aunt Effie's Rhymes for Little Children' (1852) y 'Aunt Effie's Gift to the Nursery' (1854). Estas colecciones fueron escritas por Jane Euphemia Saxby (de soltera Browne), quien también escribió un volumen de poesía sagrada titulada La paloma en la cruz (1849).

## Muerte
Hawkshaw murió en 1885 en su casa de Londres a la edad de setenta y dos años. La causa de la muerte fue un derrame cerebral. El Mánchester Guardian publicó un obituario el 1 de mayo de 1885. La entonces Lady Hawkshaw fue enterrada en la iglesia St Mary-the-Virgin, de Bramshott, a pocas millas de la propiedad familiar de Hollycombe. Sir John Hawkshaw encargó una vidriera en la nave de la iglesia de Bramshott para conmemorar la vida de su esposa.

## Reseñas
- North of England Magazine: a monthly journal of literature, politics, science, and art, vol.2, issue 11. December 1842, pp. 121–122 (review of  'Dionysius the Areopagite' with other poems)
- The Gentleman's Magazine, vol.174. January–June 1843, p.621 (review of ‘Dionysius the Areopagite' with other poems)
- Court Magazine and Monthly Critic, June 1843, pp.60–61 (review of ‘Dionysius the Areopagite' with other poems)
- Bamford, Samuel, "Preface" to Poems, Mánchester:  published by the author, 1843 (discusses ‘Dionysius the Areopagite')
- The Athenaeum, 15 January 1848, p.57 (review of Poems for My Children)
- Manchester Guardian, 8 November 1854, p.10 (review of Sonnets on Anglo-Saxon History)
- The Living Age, vol.44, issue 554, 6 January 1855, p.142 (review of Sonnets on Anglo-Saxon History)
- The Athenaeum, 20 January 1855, pp.76–77(review of Sonnets on Anglo-Saxon History)
- The Monthly Christian Spectator, vol.5, January–December 1855, p.55 (review of Sonnets on Anglo-Saxon History)
- The Eclectic Review, series 5, vol.10, July–December 1855, p.376 (review of Sonnets on Anglo-Saxon History)

## Lecturas relacionadas
- Bark, Debbie, ‘Ann Hawkshaw’, British Writers Supplement XVIII, ed. Jay Parini (Charles Scribner's Sons, 2012), 127–143.
- Ann Hawkshaw, The Collected Works of Ann Hawkshaw, ed. Debbie Bark (London: Anthem Press, 2014).